# Свербига
Сверби́га (лат. Bunias) — олиготипный род травянистых растений семейства Капустные (Brassicaceae), произрастающих в Европе, Средиземноморье и Азии.

## Ботаническое описание

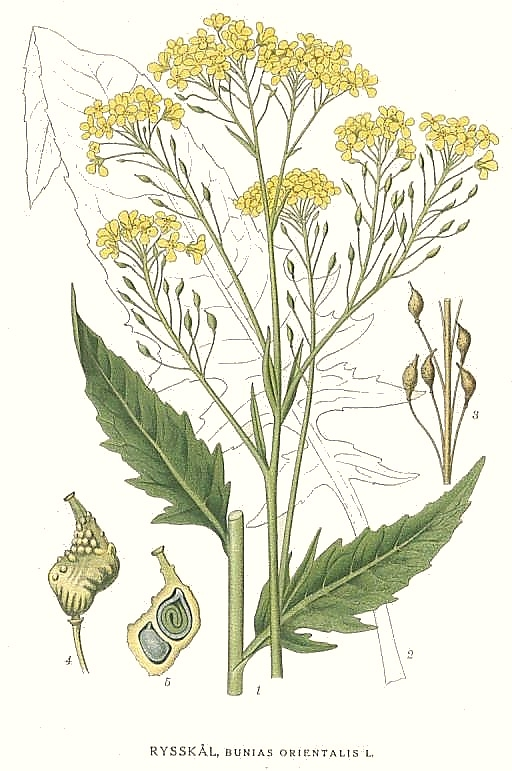
Свербига восточная.

Однолетние, двулетние или многолетние растения, травянистые, ветвистые, с лировидными, перисто-лопастными или выемчато-зубчатыми листьями, опушённые простыми или ветвистыми волосками с примесью железистых.
Цветки жёлтые или белые, собраны в короткую (1—2 см длиной) щитковидную кисть, при плодах удлиняющуюся до 10—20 см. Чашелистики прямые или отклонённые, при основании слегка мешковидные. Лепестки с длинным ноготком, равным половине отгиба. Тычинки свободные, тычиночные нити без зубцов и придатков у основания. При основании коротких тычинок по одной кольцевой, снаружи коротко трёхлопастной медовой желёзке; желёзки соединены с медианными в кольцевой нектарный валик. Завязь сидячая. Пестик с коническим столбиком и коротко двулопастным рыльцем.
Плод — стручочек яйцевидный, орешкообразный, нераскрывающийся, слегка неравнобокий, голый, двугнёздный, с односемянными или двусемянными гнёздами, расположенными одно над другим. Перегородка твёрдая. Семядоли спирально свёрнутые, зародыш спинкокорешковый.

## Классификация

### Таксономия[3]
Bunias L., 1753, Sp. Pl. : 669
Род Свербига относится к семейству Капустные (Brassicaceae) порядка Капустоцветные (Brassicales). Кладограмма в соответствии с Системой APG IV по состоянию на июнь 2023 года:
|  |                                      |  |                                   |                                   |                     |  | ещё 16 семейств |              |              |                                                             |
|  |                                      |  |                                   |                                   |                     |  |                 |              |              | 3 подтвержденных вида и 5 таксонов, ожидающих подтверждения |
|  |                                      |  |                                   | порядок Капустоцветные            |                     |  |                 |              | род Свербига |                                                             |
|  |                                      |  |                                   | порядок Капустоцветные            |                     |  |                 |              | род Свербига |                                                             |
|  | отдел Цветковые, или Покрытосеменные |  |                                   |                                   | семейство Капустные |  |                 |              |              |                                                             |
|  | отдел Цветковые, или Покрытосеменные |  |                                   |                                   |                     |  |                 |              |              |                                                             |
|  |                                      |  | ещё 63 порядка цветковых растений | ещё 63 порядка цветковых растений |                     |  |                 | ещё 354 рода | ещё 354 рода |                                                             |
|  |                                      |  |                                   | ещё 63 порядка цветковых растений |                     |  |                 |              | ещё 354 рода |                                                             |

## Список видов
Род Свербига включает 3 подтвержденных вида:
- Bunias cochlearioides Murray — Свербига степная, или Свербига ложечницевидная
- Bunias erucago L. — Свербига полеваяtypus[1]
- Bunias orientalis L. — Свербига восточная